# Marisa Herrero
Marisa Herrero (España; ? - Buenos Aires, Argentina; 1996) fue una actriz cómica de reparto del cine, el teatro y la televisión argentina del siglo XX.

## Carrera
Hija de la legendaria actriz española Antonia Herrero y del actor español Francisco López Silva, heredó de ellos su gran inclinación por la actuación.
Con su fuerte rasgo gallego y sus intensos ojos claros, Marisa, debutó en cine en El ángel de España (1957) para luego realizar unos 15 filmes más. Trabajó junto a cómicos y actrices eximios de la cinematografía argentina como Fernanda Mistral, Dario Vittori, Julia Sandoval, Mariquita Valenzuela, Sandro, Jorge Porcel, entre otros.
Debido a un gran deterioro en su salud, Marisa Herrero, falleció por causas naturales en 1996.

### Filmografía
- 1957: El ángel de España
- 1959: Campo arado
- 1972: Vení conmigo
- 1974: La pesadilla
- 1974: Natasha
- 1979: El rey de los exhortos
- 1980: Subí que te llevo
- 1981: Luz - Cama - Acción
- 1981: ¿Los piolas no se casan…?
- 1982: Un terceto peculiar como Amanda, la madre de Federico
- 1982: Señora de nadie
- 1984: Sálvese quien pueda
- 1985: Mirame la palomita como Manuela
- 1985: Sucedió en el internado como una de las mujeres de la fiesta[1]

### Televisión
- 1968: erik
- 1972/1973: Rolando Rivas, taxista
- 1974: Narciso Ibáñez Serrador presenta a Narciso Ibáñez Menta (episodio Los bulbos)
- 1977: Garrafa, junto a Jorge Porcel.
- 1978: El tío Porcel encarnando a una portera de escuela.
- 1973/1975: Porcelandia
- 1980: Donde pueda quererte
- 1980: Pato a la naranja de William Douglas Home
- 1981: El ciclo de Guillermo Bredeston y Nora Cárpena
- 1981: El mundo del espectáculo
- 1981: Teatro de humor
- 1981/1982: Departamento de comedia
- 1982: Los especiales de ATC
- 1982/1983: Todos los días la misma historia como Doña María
- 1983: Domingos de Pacheco
- 1983:  Mesa de noticias, en el que solía personificar a "Carmiña"
- 1987:  Quiero morir mañana de Luis Gayo Paz[2]

### Teatro
Sobre el escenario teatral, Herrero, compartió importantes obras con grandes artistas de la talla de Guillermo Helbling, Rosa Rosen, Fabio Zerpa, Pablo Alarcón, Evangelina Adams, Anita Jurado, Julia Berri, Elvira Aguirre, Jose L. Castellanos, Caridad Bravo, Jorge Luz, Eva Franco, Dora Prince, Alba Castellanos, Susana Campos, Ana Maria Campoy, Jorgelina Aranda, Salvador Bran, Ana María Campoy, José Cibrián, Esteban Serrador, Juan Carlos Dual, Luis Castromil, Thelma Biral, entre muchos otros.
- El Baile de las Sirvientas (1967)
- La Doméstica (1968)
- Revueltos pero no juntos
- Mame (1970)
- Doña Rosita, la soltera (1978) de Federico García Lorca, en el papel de Ama
- La Zapatera Prodigiosa (1983)
- Camille (1986)
- La Verbena de la Paloma (1986)
- La Gran Vía (1986)